# Британская методистская епископальная церковь
Британская методистская епископальная церковь (англ. British Methodist Episcopal Church) — протестантская церковь в Канаде, берущая свое начало в Африканской методистской епископальной церкви США.

## История
Африканская методистская епископальная церковь была образована в 1816 году, когда несколько афроамериканских общин объединились под руководством Ричарда Аллена, и к середине 1850-х годов провела семь конференций в Соединенных Штатах. Её проповедники начали работать в Верхней Канаде в 1834 году, а в 1840 году была образована её конференция. В 1850 году в Соединенных Штатах был принят Закон о беглых рабах, в результате чего некоторые бывшие рабы-проповедники Африканской методистской епископальной церкви в Соединенных Штатах и Канаде боялись посещать её конференции в США.
Бенджамин Стюарт из Чатема, Онтарио, предложил, чтобы приходы Африканской методистской епископальной церкви в Канаде отделились от США и сформировали свою собственную церковь. На конференции новая церковь была названа «Британской методистской епископальной церковью» в знак признательности за то, что она нашла убежище от рабства в Британской Северной Америке. В Филадельфии в 1856 году предложение Стюарта было принято, и было основано новое церковное объединение. Огастес Грин, издатель и редактор журнала Weekly Intelligencer также был частью этого движения.
Первым епископом церкви был Уиллис Назри из Вирджинии. Когда Назри умер в 1875 году, его преемником был выбран Ричард Рэндольф Дисней, и в том же году он был рукоположен епископом Африканской методистской епископальной церкви. Его область состояла из Онтарио, Новой Шотландии, Бермудских островов, Вест-Индии и Британской Гвианы.
К 1880 году Британская методистская епископальная церковь «выросла с 250 до 2684 членов и насчитывала 77 служителей, 37 субботних школ, 1727 теологов, 156 сотрудников и преподавателей, 10 церковных зданий и более 25 000 прихожан в странах Карибского бассейна». Однако миссионерская работа за пределами Канады истощила церковные средства, и в 1880 году Дисней договорился о воссоединении с Африканской методистской епископальной церковью, положив начало союзу, который позже был ратифицирован на съезде, проходившем в Гамильтоне в июне 1881 года.
Слияние казалось выгодным, поскольку оно представляло собой шаг к консолидации черных методистов на всей территории Соединенных Штатов. Слияние также расширило бы влияние Африканской методистской епископальной церкви. Референдум членов показал, что, хотя большинство в Онтарио было против, 86 процентов членов высказались за. Дисней был принят в качестве епископа Африканской методистской епископальной церкви и назначен в её Десятый епископальный округ, охватывающий её бывшую территорию и некоторые неприсоединившиеся приходы в Канаде.
Большинство приходов и проповедников Онтарио во главе с Уолтером Хокинсом из Чатема стремились восстановить Британскую методистскую епископальную церковь. Эта группа опасалась потери своей самобытности.
В 1886 году эта состоялся церковный совет в Чатеме, на котором было заявлено, что Дисней перешел на сторону Африканской методистской епископальной церкви. На последующей генеральной конференции в том же году Британская методистская епископальная церковь была воссоздана. Конференция свергла Диснея, согласившись «стереть его имя и игнорировать его полномочия, а также отменить его официальные отношения в качестве епископа». Воссозданная церковь избрала Хокинса своим генеральным руководителем, избегая использования титула епископа в течение нескольких лет.
Дисней продолжал заниматься своими оставшимися приходами до 1888 года, когда его перевели в Арканзас и Миссисипи. К 1898 году у церкви было 27 приходов и 25 проповедников, а у Африканской методистской епископальной церкви — 130 приходов в Канаде. Обе конфессии продолжили работать раздельно.

## Современное состояние

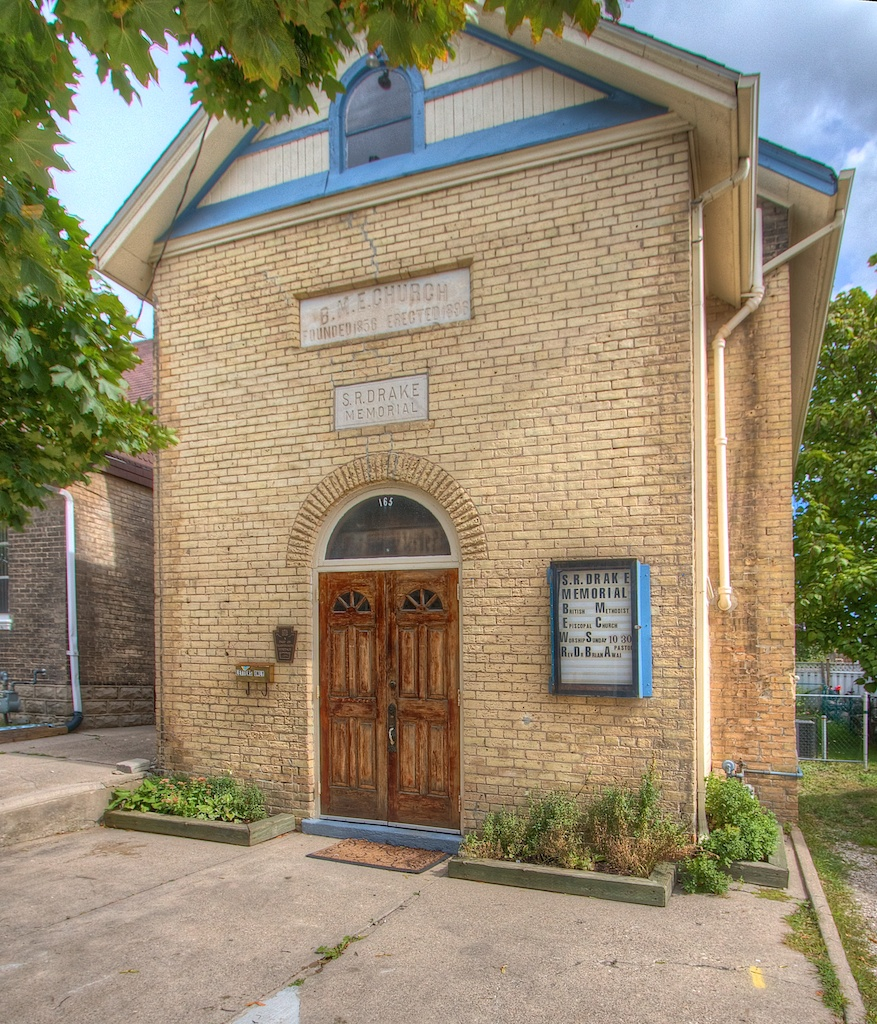
Мемориальная церковь С.Р. Дрейка в Брантфорде, Онтарио

В церкви за последние годы наблюдалось значительное сокращение числа членов, что привело к закрытию многих организаций. В 1985 году церковь в Вудстоке, Онтарио, часовня Хокинса, закрылась. Церковь в Коллингвуде постигла та же участь в 1990 году. В 2003 году община Норт-Бакстона порвала с церковью, решив вместо этого действовать как независимая организация.  Последний приход закрыл свои двери в Гвельфе в 2011 году. Бывшее здание церкви было выставлено на продажу и куплено Обществом черного наследия гвельфов в 2012 году. Остальные общины церкви продолжали работать в Стратфорде, Форт-Эри, Куинс-Буш, Пьюсе (Лейкшор), Симко, Ингерсолле, Дрездене и Харроу.
По состоянию на 2018 год в церкви действовали менее 9 приходов. Два прихода были признаны национальными историческими памятниками Канады из-за их роли в приеме беженцев из подземной железной дороги в Соединенные Штаты и их исторического значения для чернокожего сообщества в регионе Ниагара. Один из приходов в Ниагарском водопаде, Онтарио, назван в честь Роберта Натаниэля Детта. Салемская часовня в Сент-Катаринс носит имя Гарриет Табман.